# Ворогушино (Псковский район)
Ворогушино — деревня в Карамышевской волости Псковского района Псковской области России.
Расположена на берегу реки Черёха, в 9 км к югу от села Карамышево и в 39 км к востоку от центра города Пскова.
Численность населения деревни по состоянию на 2000 год составляла 3 человека.